# Карпинены
Карпинены (рум. Cărpineni, Кэрпинень) — село в Хынчештском районе Молдавии. Является административным центром коммуны Карпинены, включающей также село Хоржешты.

## История
В 2014 году местный совет села направил запрос в парламент о присвоении селу статуса города.

## География
Село расположено на высоте 79 метров над уровнем моря.

## Население
По данным переписи населения 2004 года, в селе Кэрпинень проживает 9954 человека (4905 мужчин, 5049 женщин).
Этнический состав села:
| Национальность | Число жителей | Процентный состав |
| -------------- | ------------- | ----------------- |
| Молдаване      | 9635          | 96.8              |
| Русские        | 96            | 0.96              |
| Украинцы       | 71            | 0.71              |
| Румыны         | 69            | 0.69              |
| Цыгане         | 53            | 0.53              |
| Евреи          | 7             | 0.07              |
| Болгары        | 7             | 0.07              |
| Гагаузы        | 1             | 0.01              |
| Прочие         | 15            | 0.15              |
| Всего          | 9954          | 100 %             |

## Образование, культура
В селе Кэрпинень имеется две школы искусств, детская художественная школа, детский парк , центр Досуговой деятельности, центр народной культуры, молодёжный центр, детская спортивная школа, три библиотеки, центр реабилитации несовершеннолетних, центр социального обслуживания населения.
Сферу образования составляют 4 средних общеобразовательных школы, 1 лицей, специализированная школа-интернат, средняя общеобразовательная открытая(сменная) школа, 8 дошкольных образовательных учреждений.

## Здравоохранение
Кэрпиненская больница  ( терапия, гастроэнтерология, педиатрия, хирургия,  инфекционная,  онкология, гинекология, урология, родильное отделение).   Больница обслуживает 25 населённых пунктов Хынчештского района.

Кэрпиненская Поликлиника №1   обслуживает жителей сёл Кэрпинень, Негря, София, Лэпушна

Кэрпиненская Поликлиника №2   обслуживает жителей сёл Хоржешть, Минжир, Семёновка.

Кэрпиненская станция скорой помощи.

## Банки и Почта
В селе работают 3 отделения Moldova Agroindbank и 2 отделения почты Молдовы.

## Транспорт
Транспорт села представлен автобусами и маршрутными такси, в том числе до Кишинёва, Галац, Бухареста, Одессы
В черте села имеется жд платформа линии Хынчешть-Васлуй - Хуши  с помощью которой можно добраться до Румынии.
Жителям Кэрпинень с местной пропиской, разрешен въезд в Румынию по внутренним удостоверениям ( Buletin ).

## Религия
Храмы Ниспоренской епархии Молдавской митрополии Русской православной церкви Московского патриархата:
1. Собор Предтечи и Крестителя Господня Иоанна .
2. Храм вознесения Господня.
3. Храм великомученика Георгия победоносца.
4. Храм Святителя Григория богослова ( с. Хоржешть).

## Известные уроженцы
- Константин Москович (род. 1962) — молдавский наист.